# سمك معدل وراثيا
السمك المعدل وراثيًا، كائن حي من تصنيف الفرع الحيوي الذي يشمل طائفة اللافكيات (الأسماك اللافكية)، والغضروفيات (الأسماك الغضروفية) والعظميات (الأسماك العظمية) التي عدلت مادتها الوراثية (الحمض النووي – دنا) باستخدام تقنيات الهندسة الوراثية. في معظم الحالات، الهدف هو إضفاء صفة جديدة  للسمك لا تحدث بشكل طبيعي للنوع (أي توصيل الجينات).
يستخدم السمك المعدل وراثيًا في الأبحاث العلمية ويقتنى كحيوان أليف. يطور هذا النوع من الأسماك كحراس بهدف حماية البيئة من التلوث وللاستخدام في إنتاج مأكولات البيئات المائية. في عام 2015، رخصت إدارة الغذاء والدواء الأمريكية سمك السلمون أكوا أدفانتج للإنتاج التجاري، والبيع، والاستهلاك، ما جعلها أول نوع من الحيوانات المعدلة وراثيًا يسمح للبشر باستهلاكه. لبعض الأسماك التي أنتجت مروجون يتسببون في فيض إنتاج هرمون النمو المستخدم «لجميع أنواع السمك». يؤدي هذا إلى تحسن كبير في نمو عدة أنواع، من بينها السلمونيات، وسمك الشبوط، وسمك البلطي.
اعترض المنتقدون على السمك المعدل وراثيًا بناءً على عدة أسس، من بينها مخاوفهم البيئية، ومخاوف تخص صحة الحيوانات، وفيما يخص كون استخدام السمك المعدل وراثيًا آمنًا كغذاء صالح للاستهلاك البشري من عدمه وفيما إذا كان استخدام السمك المعدل وراثيًا فعلًا يساعد في تلبية احتياجات العالم الغذائية.عدال و كويتيات و لبنان و تحت ارض مهددين بالانقراض بعكس اجراء لزمن نتسرف عن طريق كرتون حقيقي اخترق hacker عن طريق أجهزة استشار لكترونات الجسم

## تاريخه وعملية إنتاجه
أنتج أول سمك معدل وراثيًا في الصين في عام 1985. حتى 2013، خضع 50 نوعًا من السمك لتعديلات وراثية. أدى هذا إلى أكثر من 400 زوج سمك/ميزة. أجريت معظم التعديلات على أنواع تستخدم للغذاء، كالسلمون الأطلنطي (Salmo salar)، والبلطي (جنس من الأسماك)، والشبوط الشائع (Cyprinus carpio).
بشكل عام، يتضمن التعديل الوراثي تلاعبًا بالحمض النووي. تعرف العملية باسم التنشئة أحادية الجانب حيث تنقل المورثة بين كائنين عضويين يمكنهما التزاوج بشكل تقليدي، أو توصيل الجينات (أو التنشئة العابرة)، عندما تنقل المورثة من نوع إلى نوع آخر. يتطلب نقل المورثة إلى جينوم الكائن الحي المطلوب، كما هو حال السمك في هذه الحالة، إلى ناقل كالفيروس البطيء أو إلى الإدخال الميكانيكي الفيزيائي للمورثات المعدلة إلى داخل نواة المضيف عن طريق حاقن صغري أو مدفع جيني.

## استخداماته

### الأبحاث
تستخدم الأسماك المتحولة وراثيًا في أبحاث تغطي خمس مجالات واسعة:
- تحسين خصائص الأسماك المتوفرة تجاريًا
- استخدامها كمستجيبات حيوية لتطوير البروتينات المهمة في الطب الحيوي
- استخدامها كمؤشرات لوجود الملوثات المائية
- تطوير نماذج جديدة لحيوانات غير ثديية
- دراسات وراثية وظيفية

تستخدم معظم الأسماك المعدلة وراثيًا في الأبحاث الأساسية في علم المورثات وتطويرها. النوعان الأكثر تعرضًا للتعديل الوراثي من بين الأسماك هما الدانيو المخطط والأورزياس لاتيبس لأنهما يمتلكان مشيماء (قشور) شفافة، وينموان بسرعة، ومن السهل رؤية الجنين أحادي الخلية لهما وحقنه صغريًا بالحمض النووي المتحول وراثيًا، وللدانيو المخطط القدرة على تجديد نسيجه العضوي. النوعان يستخدمان أيضًا في اكتشاف الأدوية. الدانيو المخدد قيد الدراسة لفوائده في حل ألغاز أمراض وفشل النسيج العضوي لدى البشر. على سبيل المثال، يستخدم الدانيو المخطط لفهم كيفية تعافي وتجدد خلايا نسيج القلب في محاولة لدراسة واستكشاف علاجات لأمراض القلب والأوعية الدموية.
طُور سلمون قوس قزح المعدل وراثيًا (Oncorhynchus mykiss) لدراسة تطور العضلات. تسبب المورثة المتحولة المدخلة ظهور ضوء مشع أخضر فسفوري في ألياف العضلات الهيكلية سريعة الارتعاش بشكل مبكر أثناء النمو وتبقى كذلك خلال الحياة. اقترحت إمكانية استخدام السمك كمؤشر للملوثات المائية أو العوامل الأخرى التي تؤثر على النمو.
في زراعة الأسماك المكثفة، يحتفظ بالأسماك بكثافات تخزين عالية. هذا يعني أنها تعاني بشكل دائم من انتقال الأمراض المعدية، وهي مشكلة تدرسها أبحاث التعديل الوراثي. عدل مبروك الحشائش بتشفير وراثي متحول للاكتوفرين البشري، وهو يضاعف معدلات نجاتها بالمقارنة مع السمك غير المعدل وراثيًا المدروس للتحكم بالتجربة بعد تعرض كليهما للبكتيريا الهوائية وفيروس نزيف مبروك الحشائش. استخدم السيكبروبين في سلوريات الشكل التي تعيش في الأقنية المائية لتحسين حمايتها من عدة أنواع بكتيريا مولدة للمرض بضعفين حتى أربعة أضعاف.

### الترفيه

#### حيوانات أليفة
السمك المضيء تقنية حائزة على براءة اختراع تسمح للسمك المعدل وراثيًا (التترا، البارب، الدانيو المخطط) بامتلاك بروتينات تنتمي للشعب المرجانية وقنديل البحر تكسبها ألوانها الفاتحة الحمراء والخضراء والبرتقالية المضيئة عند النظر إليها بواسطة ضوء فوق بنفسجي. مع أن هذا السمك اخترع وأنشئ بالأساس لأغراض البحث العلمي في جامعة سنغافورة الوطنية، فإن شركة من تكساس، يوركتاون تكنولوجيز، حصلت على حقوق تسويق هذا السمك كحيوان أليف. أصبح هذا أول حيوان معدل وراثيًا يتاح للعامة كحيوان أليف عند دخوله سوق البيع في عام 2003. سرعان ما حظر بيعه في كاليفورنيا، ولكنه الآن على رفوف المحلات من جديد في هذه الولاية. اعتبارًا من عام 2013، لا يباع السمك المضيء سوى في الولايات المتحدة.
من الأنواع الأخرى لسمك التربية المنزلية الأورزياس لاتيبس الذي يبقى شفافًا خلال حياته، وملائكية المياه العذبة ذات لون الجسم الزهري وسمك رأس الأسد الذهبي ذو بروتين اللون الأحمر المشع الخاص بالشعاب المرجانية قمية المسام.
حقنت مورثة البروتين المانع للتجمد لسمك بوت المحيطات من النوع الثالث صغريًا بنجاح وأدخلت إلى جينات الأسماك الذهبية. أظهرت الأسماك الذهبية المتحولة وراثيًا تحملًا أكبر للبرد بالمقارنة مع الأسماك غير المتحولة وراثيًا المستخدمة للتحكم بالتجربة.

### الغذاء
هدفت إحدى مجالات الأبحاث المكثفة الخاصة بالأسماك المعدلة وراثيًا إلى زيادة إنتاج الغذاء عن طريق تعديل التعبير عن هرمون النمو. تختلف الزيادة النسبية في النمو بين الأنواع. وتتراوح من تضاعف الوزن، إلى أنواع من الأسماك أثقل بمئة مرة من الأنواع البرية في نفس العمر. نتج عن مجال البحث هذا تحسن كبير في النمو لعدة أنواع، من بينها السلمون، والسلمون المرقط والبلطي. تشير مصادر أخرى إلى زيادة 11 ضعفًا و30 ضعفًا في نمو السلمون وشبوط الطين، على التتالي، بالمقارنة مع أنواع السمك البري. وصل نمو السمك المتحول وراثيًا إلى مرحلة جاهزية عدة أنواع من الأسماك المعدلة وراثيًا للتسويق في بلدان مختلفة، كالبلطي المعدل وراثيًا، مثلًا، في كوبا، والشبوط المعدل وراثيًا في جمهورية الصين الشعبية، والسلمون المعدل وراثيًا في الولايات المتحدة وكندا. في 2014، أبلغ عن طلبات للموافقة على استخدام أسماك معدلة وراثيًا للغذاء في كل من كندا والصين وكوبا والولايات المتحدة.
الإنتاج الفائض لهرمون النمو من الغدة النخامية يزيد معدل هرمون النمو بشكل رئيسي عن طريق ازدياد استهلاك الطعام من قبل الأسماك، ولكنه يؤدي أيضًا إلى زيادة فعالية التحويل بنسبة 10 إلى 15%.
من الطرق الأخرى لزيادة إنتاج اللحم في السمك المعدل وراثيًا «مضاعفة العضلات». يؤدي هذا إلى نمط ظاهري مشابه للذي تمتلكه البقرة البلجيكية الزرقاء لدى سمك سلمون قوس قزح. يتحقق ذلك باستخدام مورثات متحولة تحتوي على الفوليستاتين، والذي يمنع الميوستاتين، ويؤدي إلى نمو طبقتين عضليتين.